# Gouvernement de l'Irlande
Le gouvernement de l'Irlande (en anglais : Government of Ireland ; en irlandais : Rialtas na hÉireann) est le cabinet qui exerce le pouvoir exécutif en Irlande. Le gouvernement est dirigé par un premier ministre appelé Taoiseach et un vice-premier ministre appelé Tánaiste. Le Taoiseach est nommé par le président d'Irlande après avoir été désigné par le Dáil Éireann, la chambre basse de l'Oireachtas, le parlement.  Le président désigne les membres du gouvernement appelés ministres après qu’ils ont été choisis par le Taoiseach et approuvés par le Dáil. Le gouvernement doit avoir la confiance du Dáil s'il veut rester en place.

## Généralités
La  Constitution de l'Irlande (article 28) donne explicitement le pouvoir exécutif au gouvernement. Celui-ci est constitutionnellement composé de sept à quinze membres. Chaque ministre doit être membre de l'Oireachtas (Parlement de la république d'Irlande), et pas plus de deux ministres ne peuvent être issus du Seanad Éireann (Chambre haute du parlement). Le Taoiseach (équivalent au Premier ministre), le Tánaiste (vice-Premier ministre) et le ministre des Finances doivent être membres du Dáil.
Le gouvernement est conseillé par le procureur général qui n’est pas formellement membre du gouvernement mais qui peut participer au conseil des ministres. De la même manière, le chef de cabinet du Taoiseach (ou ministre d'État du cabinet du Taoiseach) peut aussi participer au conseil des  ministres sans faire partie du gouvernement. Les ministres sont assistés par des ministres d’État (ou secrétaires d'État) souvent considérés comme des ministres juniors qui sont de fait membres du gouvernement mais qui n’assistent pas aux réunions des ministres. Un ministre d'État peut, par délégation, se voir attribuer le pouvoir et la charge d'un membre du gouvernement.
Dans le cas où le Taoiseach cesse d’avoir le soutien de la majorité du Dáil Éireann, l’assemblée doit être dissoute. Le président peut toutefois refuser d’accorder la dissolution au Taoiseach qui ne bénéficie plus du soutien du Dáil et ainsi le forcer à la démission. Quand le Taoiseach démissionne, le gouvernement en fait de même collectivement. Le Taoiseach peut aussi demander au président de limoger ou de nommer un ministre. Dans tous les cas de figure où un Taoiseach ou le gouvernement devait être remplacé, ils continuent à exercer leurs pouvoirs jusqu’à ce qu’un successeur ait été nommé.
L’autorité en matière exécutive du Gouvernement est sujette à certaines limitations. En particulier :
- l’État ne peut déclarer la guerre, ou participer à une guerre, sans le consentement du Dáil Éireann. Dans le cas d’une invasion toutefois, le gouvernement peut prendre toutes les mesures qui s’imposent à la protection de l’État[4] ;
- les Traités doivent être ratifiés par le Dáil Éireann ;
- le gouvernement doit agir en accord avec la Constitution. Si le gouvernement devait agir contrairement à la Constitution, il pourrait s’y voir contraindre par une cour de justice par un contrat de mandat. Le ou les Ministres qui failliraient à leur devoir constitutionnel peuvent être poursuivis en justice et si cela s’avère nécessaire condamnés à de l’emprisonnement.

## Gouvernement actuel
- Par rapport au 34e gouvernement, les nouveaux ministres sont indiqués en gras et les ministres qui ont changé d'attributions sont indiqués en italique.

| Fonction | Titulaire | Titulaire                 | Parti       |
| --- | --------- | ------------------------- | ----------- |
| Premier ministre                                                                                                  |           | Micheál Martin            | FF          |
| Vice-Premier ministre Ministre des Affaires étrangères et du Commerce Ministre de la Défense                      |           | Simon Harris              | FG          |
| Ministre de la Justice, des Affaires intérieures et des Migrations                                                |           | Jim O'Callaghan           | FF          |
| Ministre de l'Éducation et de la Jeunesse                                                                         |           | Helen McEntee             | FG          |
| Ministre des Finances                                                                                             |           | Paschal Donohoe           | FG          |
| Ministre du Logement, de l'Administration locale et du Patrimoine                                                 |           | James Browne              | FF          |
| Ministre des Entreprises, du Tourisme et de l'Emploi                                                              |           | Peter Burke               | FG          |
| Ministre des Dépenses publiques, des Infrastructures, des Services publics, des Réformes et du Numérique          |           | Jack Chambers             | FF          |
| Ministre de l'Environnement, du Climat et de l'Énergie Ministre des Transports                                    |           | Darragh O'Brien           | FF          |
| Ministre de l'Enfance, du Handicap et de l'Égalité                                                                |           | Norma Foley               | FF          |
| Ministre de la Protection sociale Ministre du Développement rural et communautaire et du Gaeltacht                |           | Dara Calleary             | FF          |
| Ministre des Arts, des Médias, des Communications, de la Culture et des Sports                                    |           | Patrick O'Donovan         | FG          |
| Ministre de la Formation continue, de l'Enseignement supérieur, de la Recherche, de l'Innovation et de la Science |           | James Lawless             | FF          |
| Ministre de l'Agriculture, de l'Alimentation, de la Pêche et de la Mer                                            |           | Martin Heydon             | FG          |
| Ministre de la Santé                                                                                              |           | Jennifer Carroll MacNeill | FG          |
| |           |                           |             |
| Whip en chef du gouvernement Secrétaire d'État à la Santé mentale                                                 |           | Mary Butler               | FF          |
| Secrétaire d'État au Handicap                                                                                     |           | Hildegarde Naughton       | FG          |
| Secrétaire d'État à la Promotion de l'alimentation, aux Nouveaux marchés, à la Recherche et au Développement      |           | Noel Grealish             | Indépendant |
| Secrétaire d'État au Transport international et routier, à la Logistique, au Ferroviaire et aux Ports             |           | Seán Canney               | Indépendant |